# 84 Девы
84 Де́вы (лат. 84 Virginis), HD 119425 — двойная звезда в созвездии Девы на расстоянии приблизительно 248 световых лет (около 75,9 парсек) от Солнца. Возраст звезды определён как около 5,77 млрд лет.

## Характеристики
Первый компонент (HD 119425A) — оранжевый гигант спектрального класса K0, или K1III, или K2III, или K5, или G8III. Визуальная звёздная величина звезды — +5,36m. Масса — около 1,173 солнечной, радиус — около 11 солнечных, светимость — около 48 солнечных. Эффективная температура — около 4610 K.
Второй компонент (HD 119425B) — жёлтая звезда спектрального класса G3IV, или G5. Визуальная звёздная величина звезды — +8,31m. Радиус — около 1,58 солнечного, светимость — около 2,585 солнечной. Эффективная температура — около 5823 K. Удалён на 2,7 угловой секунды.

## Планетная система
В 2019 году учёными, анализирующими данные проектов Hipparcos и Gaia, у звезды обнаружена планета HIP 66936 b.